# Isola Bisentina
Die Isola Bisentina ist die nördlichere und größere der zwei Inseln im Bolsenasee (die andere ist die Isola Martana).

## Geographie
Sie ist 17 Hektar groß, bei einer Länge von 650 Metern und einer Breite von 570 Metern. Sie gehört zur Gemeinde Capodimonte und wird beherrscht vom Monte Tabor, der sich 56 Meter über die Seeoberfläche erhebt. Im Süden und Osten fällt die Küste steil ab, ansonsten ist sie flach.
Auf der Insel sind kleine Wälder immergrüner Eichen, Gärten und verschiedene historische Gebäude, darunter die Kirche Santi Giacomo e Cristoforo del Vignola mit einer Kuppel des Architekten Giacomo Barozzi da Vignola und die Rocchina (der heiligen Katharina geweiht). Die Rocchina ganz im Süden der Insel wurde mit einem achteckigen Grundriss nach einem Entwurf von Antonio da Sangallo über einem etruskischen Kolumbarium auf einem Felsvorsprung errichtet. Die Kruzifixkapelle, nördlich der Rocchina auf dem Monte Calvario, weist Fresken aus dem 15. Jahrhundert auf. Das Malta dei Papi, ein früheres Gefängnis für Geistliche, die der Häresie für schuldig befunden wurden, wurde aus einer kleinen Höhle im Zentrum der Insel geformt, in die nur etwas Licht durch eine Falltür in 20 Metern Höhe fällt. Auf dem Monte Tabor, der höchsten Erhebung der Insel, sind Fresken, die die Päpste Pius I. und Pius II. und eine Verklärung Christi darstellen.

## Geschichte
Die die Insel bewohnenden Etrusker und Römer hinterließen nur wenige Spuren. Im Mittelalter war die Insel verlassen. Im 9. Jahrhundert diente die Insel als Zuflucht vor den Sarazenen.
Etwa um 1250 ging sie über in den Besitz des Herrschers von Bisenzio, der nach Streitigkeiten mit den Inselbewohnern diese verließ und brandschatzte. 1261 wurde sie durch Urban IV. erobert. 1333 wurde die Insel wieder zerstört, diesmal durch Ludwig IV von Bayern.
Ab 1400 kam die Insel für mehrere Jahrhunderte in den Besitz der Familie Farnese. Eine Periode des Wohlstands folgte, und die Insel diente vielen Päpsten als Sommerresidenz.
1635 wurde sie von Odoardo I. Farnese regiert, dem Herzog von Castro sowie Parma und Piacenza, der in Konflikt mit der Kirche geriet, was zur völligen Zerstörung von Castro führte. Für kurze Zeit kamen die Inseln wieder in Besitz der Kirche.
In den 1700er Jahren wurde die Insel Eigentum der Familie Girauld, die sie als Englischen Landschaftsgarten anlegte.
Heute ist die Insel im Privatbesitz der Familie Rovati.
Die Insel kann seit einigen Jahren besichtigt werden.